# Емилиан (консул 259 г.)
Вижте пояснителната страница за други личности с името Емилиан.
Емилиан (на латински: Aemilianus) е политик и сенатор на Римската империя през 3 век. Наричан е и Нумий Емилиан Декстер (Nummius Aemilianus Dexter).
През 259 г. той е консул заедно с Помпоний Бас.